# Wola Piotrowa

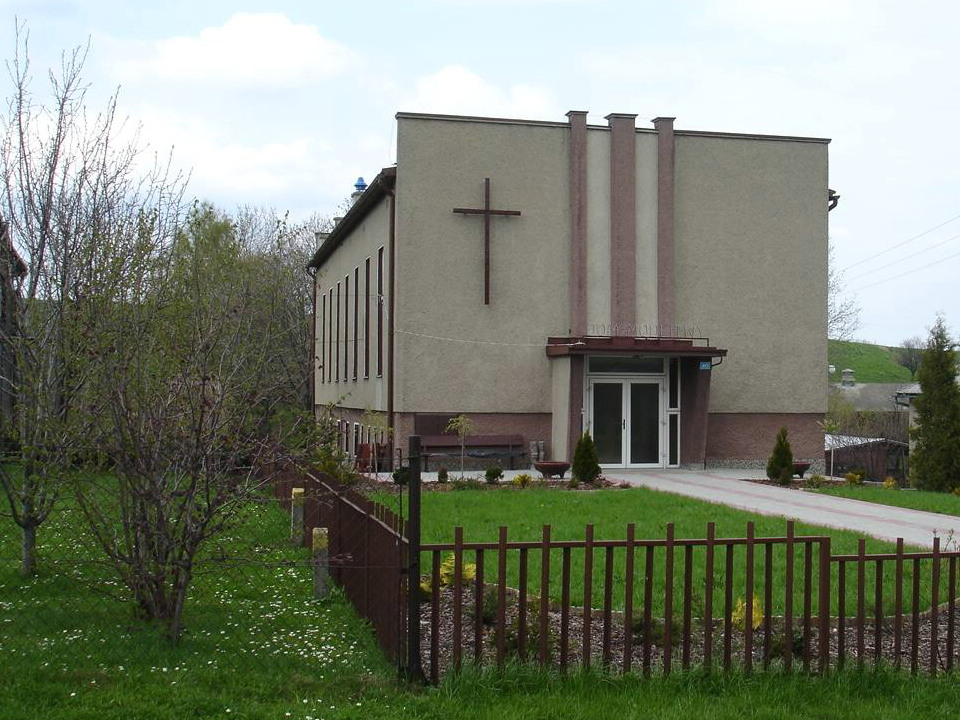
Nhà thờ Ngũ Tuần ở Wala Piotrowa

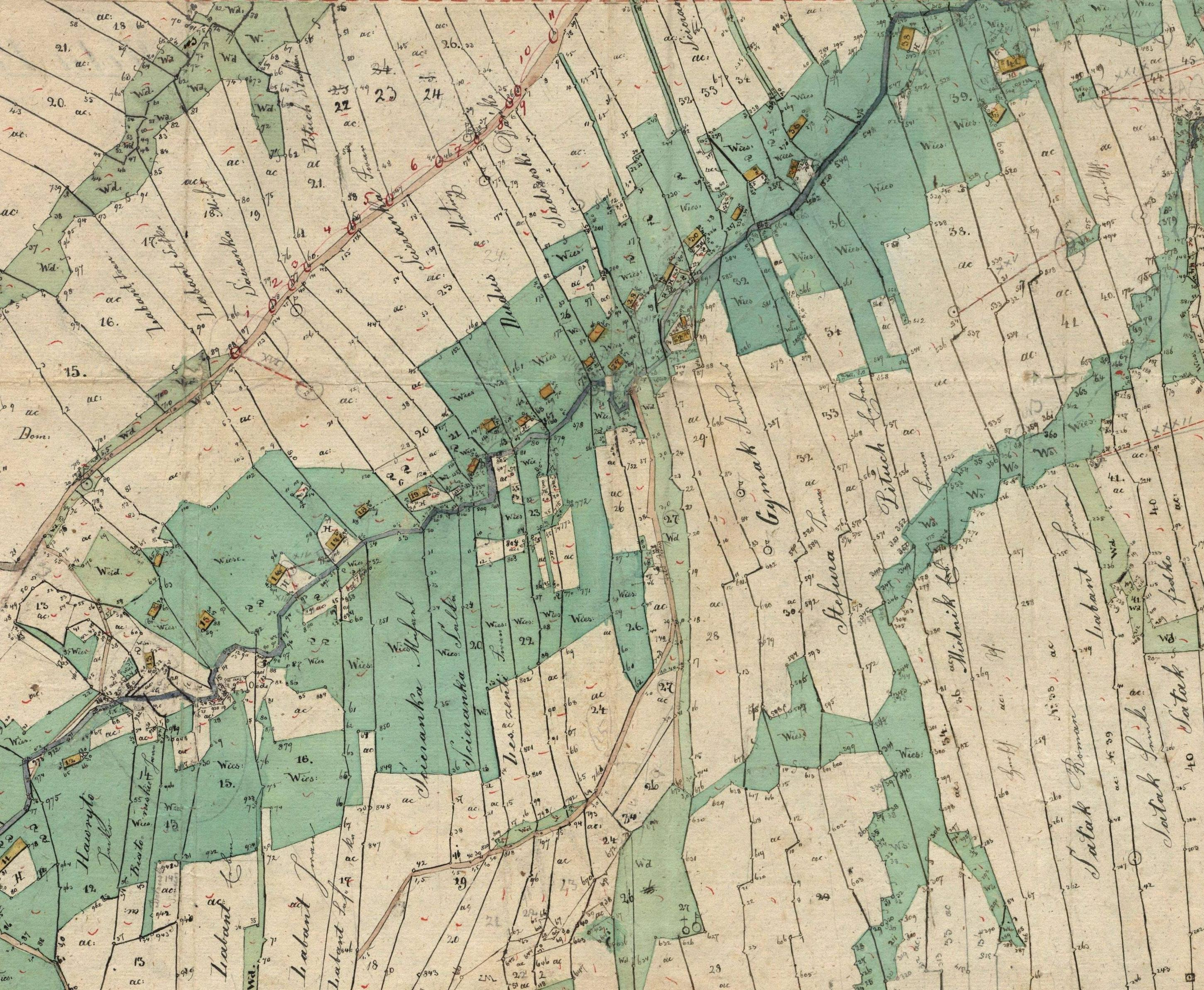
Bản đồ địa chính của Wola Piotrowa. Steurbezirk Bukowsko. 1853

Wola Piotrowa [ˈvɔla pʲɔˈtrɔva] (tiếng Ukraina: Воля Петрова tiếng Ukraina: Воля Петрова, Volia Petrova) là một ngôi làng ở Đông Małopolska thuộc vùng núi Bukowsko, xã nông thôn Bukowsko, giáo xứ Latin ở Bukowsko, giáo xứ Tin lành ở loco.
Wola Piotrowa có vị trí khoảng 17 dặm từ Sanok ở phía đông nam Ba Lan. Nó nằm dưới lưu vực chính dưới chân núi Słonne và có độ cao 340 mét. Nằm ở trung Subcarpathian Voivodship (từ năm 1999), trước đây trong Krosno Voivodship (1975-1998) và huyện Sanok, (10 dặm về phía đông của Sanok), nằm gần các thị trấn Medzilaborce và Palota (ở đông bắc Slovakia).

## Thành phố sinh đôi
- Topoľovka
- Maizières-lès-Metz

## Văn chương
- Tarnovich, Julian. Lịch sử minh họa của Lemkivshchyna. (Ấn phẩm ngôn ngữ tiếng Ukraina) Lviv, 1935, In lại ở New York, NY 1964.
- Iwanusiw, Oleh Wolodymyr. Nhà thờ ở Tàn tích / Церква р р р Volya Petrova, lấy ngày 8 tháng 3 năm 2012.
- Giáo sư Adam Fastnacht. Lịch sử Slownikczno-Geograficzny Ziemi Sanockiej w redniowieczu (Từ điển lịch sử-địa lý của quận Sanok trong thời trung cổ), Kraków, 2002, ISBN 83-88385-14-3
- Krasnoyovsky, Ivan. Tên họ của Galk Lemkos trong Thế kỷ 18. Lemko Foundation & Thư viện, L'viv, 1993.
- Shematism của Cơ quan tông đồ Công giáo Hy Lạp Lemkivshchyna. (Ấn phẩm ngôn ngữ tiếng Ukraina.) In gốc năm 1936, Lviv. In lại vào năm 1970 bởi Bảo tàng & Thư viện Ucraina, CT. Xem p.   6, nhập cảnh vào Karlykiv.
- Jerzy Zuba. "W Gminie Bukowsko." Roksana, 2004, ISBN 83-7343-150-0 (Ba Lan). Bản dịch tiếng Anh phiên bản 1999 (ISBN 83-87282-84-7), Deborah Greenlee, Biên tập viên, 2005, Arlington, TX 76016.

## liên kết ngoài
- "Lịch sử làng và tên họ" - Weblog, Dự án Lemko. http://lemkoproject.blogspot.com/p/village-histories-and-surnames.html
- Bản đồ và thông tin bổ sung về Wola Piotrowa trên trang web của Philip Semanchuk, với sự giúp đỡ của Jerzy Cwiakala. http://semanchuk.com/gen/data/WolaPiotrowa/
- Wola Piotrowa
- Caritas ở Zboiska
- Lâu đài ở Zboiska